# Fondation européenne Ramazzini
Pour les articles homonymes, voir Ramazzini (homonymie).
La Fondation européenne Ramazzini est un institut italien privé de recherche en cancérologie environnementale à Bologne en Italie.

## Histoire
Fondé en 1982 par Irving Selikoff et Cesare Maltoni, l'institut Ramazzini regroupe 180 scientifiques. Sa compétence porte sur la santé environnementale et professionnelle. Selon le quotidien Le Monde, l'institut est « un célèbre organisme de recherche indépendant et respecté sur le cancer ».

## Étude sur l'aspartame
Cette fondation s’est fait connaître en Europe en publiant en juillet 2005 les résultats d’une étude sur les liens entre la consommation de l'édulcorant de synthèse, l'aspartame, et le cancer. Au vu des résultats de cette étude menée sur des rats, la Fondation Européenne Ramazzini a conclu à la carcinogénité sur le long terme de l’aspartame.
L’Autorité européenne de sécurité des aliments (EFSA) a passé en revue cette étude, en s’appuyant notamment sur une analyse de l’Agence française de sécurité sanitaire (AFSSA), et a  conclu à la non-validité des travaux de Ramazzini en mai 2006 pour 3 raisons fondamentales :
1. « La légère augmentation de l’incidence de cancers connus sous la forme de lymphomes et de leucémies chez les rats traités a été considérée comme sans rapport avec l’aspartame et sans doute attribuée à l’incidence sous-jacente élevée d’une affection pulmonaire inflammatoire. De plus, aucune relation dose-réponse n’a résulté de l’augmentation des doses d’aspartame. »
2. « Les résultats concernant les reins, l’uretère et la vessie, observés principalement chez les rats femelles, ne sont pas spécifiques à l’aspartame et ont été observés avec un nombre de substances administrées à fortes doses aux rats. De telles lésions sont normalement le résultat d’une irritation ou de déséquilibres en calcium propres au métabolisme des rats et ne sont pas pertinentes chez l’homme. »
3. « En ce qui concerne les tumeurs malignes des nerfs périphériques, le nombre de tumeurs était bas et sans relation dose-réponse claire sur un grand nombre de doses. Il y a également des incertitudes quant au diagnostic de ces tumeurs. Le groupe scientifique estime que ce résultat ne peut être complètement évalué que par un examen indépendant par des pairs des tissus pertinents. »

Lors d’une présentation aux Entretiens de Bichat en septembre 2006, le Professeur Dominique Parent-Massin, Professeur de toxicologie alimentaire à Brest et ancienne Présidente du comité d’experts spécialisés Additifs à l’Afssa, a notamment mis en garde contre la médiatisation excessive d’études n’ayant pas fait l’objet d’une validation par les autorités publiques de santé.
La neutralité de Dominique Parent-Massin a toutefois été très largement remise en cause depuis que l'on connait un conflit d'intérêts majeur auquel elle est adossée : elle est certes Présidente du comité d'experts chargé de réglementer l'aspartame mais a également travaillé comme consultante pour le producteur d'aspartame Ajinomoto entre 2005 et 2008, et pour Coca-Cola (qui fabrique des boissons contenant de l'aspartame) en 2009.

## Étude de toxicologie sur le glyphosate
L'institut annonce en mai 2016 débuter une étude sur le glyphosate.
Cela lui vaut, selon le quotidien Le Monde, une campagne de dénigrement et d'intimidation de la part de l'entreprise Monsanto.